# Světlana Alexijevičová
Světlana Alexandrovna Alexijevičová (bělorusky Святлана Аляксандраўна Алексіевіч, * 31. května 1948 Stanislav, nyní Ivano-Frankivsk na Ukrajině) je rusky píšící běloruská spisovatelka a investigativní novinářka. V roce 2015 obdržela Nobelovu cenu za literaturu jako vůbec první Běloruska.

## Životopis
Narodila se v ukrajinském městě Stanislav, které se v roce 1962 přejmenovalo na Ivano-Frankivsk. Její otec byl Bělorus a sloužil zde v Rudé armádě. Matka byla Ukrajinka. Po ukončení otcovy služby se rodina přestěhovala na běloruský venkov, kde rodiče pracovali jako učitelé.
Alexijevičová v roce 1972 vystudovala žurnalistiku na Leninově univerzitě v Minsku (dnes Běloruská státní univerzita). Pak pracovala pro regionální noviny a také jako učitelka. Roku 1976 se stala dopisovatelkou minského literárního časopisu Neman. Jako novinářka dělala rozhovory s lidmi, kteří zažili druhou světovou válku, sovětskou intervenci v Afghánistánu nebo Černobylskou havárii. Po politickém pronásledování režimem prezidenta Alexandra Lukašenka opustila v roce 2000 Bělorusko a žila déle než deset let v zahraničí, což vnímala jako svůj protest proti tomuto režimu. Žila v Paříži, Göteborgu a Berlíně. V roce 2011 se opět vrátila do Minsku, její díla však nejsou v zemi vydávána.
Po prezidentských volbách v roce 2020 se stala členkou vedení Koordinační rady běloruské opozice. V září 2020 zůstala jeho jedinou členkou, která nebyla zatčena nebo přinucena zemi opustit. V jejím bytě se poté začali střídat diplomaté a velvyslanci z Litvy, Německa, Polska, Rakouska, Slovenska, Švédska a také český velvyslanec Tomáš Pernický. Koncem září však i ona zemi opustila. Kvůli literárním záležitostem a ze zdravotních důvodů odletěla do Německa, kde by se měla léčit.

## Dílo
Knihy popisují osudy jednotlivce v sovětském a postsovětském období formou literární kroniky a zároveň koláží rozhovorů. Balancují mezi beletrií a dokumentem. Její tvorba je ovlivněna běloruským spisovatelem Alěsem Adamovičem (1927–1994), který napsal, že jediný způsob, jak popsat hrůzy 20. století není psaní beletrie, ale dokumentace výpovědi svědků.
Svou první knihu Válka nemá ženskou tvář napsala v roce 1983. Cenzura v knize objevila antikomunistické postoje a byla vydána až o dva roky později na počátku období perestrojky. Během pěti let se jí prodalo přes 2 miliony kusů. Je tvořena monology žen o různých aspektech druhé světové války. Následující kniha Poslední svědkové zachycuje vzpomínky lidí, kteří své dětství prožili v druhé světové válce. Popisuje v ní i zkušenosti své rodiny během války a vlády Josifa Stalina. Román Zinkoví chlapci napsala v roce 1989 po uskutečnění asi 500 rozhovorů s veterány z afghánské války a s matkami padlých vojáků. Název odkazuje na zinkové rakve, v nichž se mrtví vojáci vraceli do Sovětského svazu. Vydána byla v roce 1992 a Alexijevičová kvůli ní několikrát stála před soudem. Odsouzena nakonec nebyla. Osudy lidí postižených černobylskou jadernou havárií zmapovala v knize Modlitba za Černobyl. V roce 1993 napsala o sebevraždách po rozpadu Sovětského svazu, kdy se lidé museli vypořádávat s novým společenským zřízením a přehodnocováním historie. Další knihy již nebyly vydávány státními nakladatelstvími, ale dvě knihy vyšly v soukromých běloruských nakladatelstvích. Stala se tak známější více v zahraničí než ve své zemi.
| „                                                                     | Během sedmdesáti let a něco jsme v marxisticko-leninské laboratoři vytvořili zvláštního člověka: Homo sovieticus. Jedni ho považují za tragickou postavu, jiní mu říkají sovok, ubohá sovětská nula. Zdá se mi, že toho člověka znám, znám ho dokonce velmi dobře, žili jsme spolu bok po boku během tolika let. Tím člověkem – jsem já. | “ |
| — Světlana Alexijevičová: Konec rudého člověka aneb Secondhandový čas | |   |

| „                                                                     | To byl socialismus, to byl náš život, jednoduše řečeno. Svého času jsme o tom moc nemluvili. Ale nyní, když se všechno tak nezvratně změnilo, ten život, jenž byl náš – náhle zajímá všechny, a je úplně jedno, jaký vlastně byl, byl to náš život. Píšu, sbírám střípek po střípku, drobek po drobku, socialistické dějiny „domácí“... „vnitřní“. | “ |
| — Světlana Alexijevičová: Konec rudého člověka aneb Secondhandový čas | |   |

Její knihy byly přeloženy do více než 30 jazyků. V češtině byly vydány knihy Válka nemá ženskou tvář (překlad Vladimír Michna), Modlitba za Černobyl: kronika budoucnosti (překlad Milan Jungmann) a Doba z druhé ruky: konec rudého člověka (překlad Pavla Bošková). V roce 2014 navštívila Festival spisovatelů Praha. V roce 2015 obdržela Nobelovu cenu za literaturu za „polyfonní literární styl, který je dokumentem utrpení a odvahy naší doby“.

### Seznam děl
- ALEXIJEVIČOVÁ, Světlana. Poslednije svideteli: Kniga nedetskich rasskazov (Последние свидетели: сто недетских колыбельных). Moskva: Molodaja gvardija, 1985. 174 s. (rusky)
- ALEXIJEVIČOVÁ, Světlana. Válka nemá ženskou tvář (У войны не женское лицо). Praha: Lidové nakladatelství, 1986. 197 s. Překlad Vladimír Michna, předmluva Alěs Adamovič; slovenské vydania Vojna nemá ženskú tvár, 1. vyd. Bratislava : Pravda, 1990, ISBN 80-218-0110-7 ; 2. vyd. Krásno nad Kysucou: Vydavateľstvo Absynt, 2015, ISBN 978-80-97-182359, preklad: Ondrej Marušiak / Marek Chovanec
- ALEXIJEVIČOVÁ, Světlana. Zinkoví chlapci (Цынкавыя хлопчыкі). Příbram: Pistorius & Olšanská, 2016. 312 s. ISBN 978-80-87855-75-1. Překlad Pavla Bošková
- ALEXIJEVIČOVÁ, Světlana. Začaravanyja smercju (Зачарованные смертью). Minsk: Belarus, 1993. 127 s. ISBN 5-338-01064-X. (rusky)
- ALEXIJEVIČOVÁ, Světlana. Modlitba za Černobyl: kronika budoucnosti (Чернобыльская молитва). Brno: Doplněk, 2002. 229 s. ISBN 80-7239-082-1. Překlad Milan Jungmann
- ALEXIJEVIČOVÁ, Světlana. Doba z druhé ruky: konec rudého člověka (Время секонд хэнд). Příbram: Pistorius & Olšanská, 2015. 492 s. ISBN 978-80-87855-16-4. S. česky. Překlad Pavla Bošková; slovenský preklad Časy zo second-handu: Koniec červeného človeka, Krásno nad Kysucou: Vydavateľstvo Absynt, 2016, ISBN 978-80-89845-35-4 , preklad: Kristína Karabová

## Politické názory

### O běloruské opozici
Světlana Alexijevičová vždy patřila k oponentům běloruského prezidenta Alexandra Lukašenka, zároveň však otevřeně kritizovala běloruskou opozici, že je naprosto odtržená od reality. Doslova se vyjádřila, že v Bělorusku není ani národní, ani demokratické opoziční hnutí, nýbrž jen jakési „klubové hnutí“, jehož členové se navíc prezentují jako jediní možní opoziční představitelé, s nimiž by měl Západ komunikovat.

### O Rusku a Ukrajině
Na tiskové konferenci, kterou Světlana Alexijevičová uspořádala po obdržení Nobelovy ceny, na otázky, týkající se jejího postoje k současné ruské politice, spisovatelka odpověděla: „Mám ráda ten dobrý, humánní ruský svět, který je uctíván – svět literatury, baletu, hudby. Mým světem však není svět Stalina, Beriji, Putina a Šojgu.“ Světlana Alexijevičová přitom připomněla odpovědnost ruského vedení za informační válku a protiukrajinskou propagandu, jejímž výsledkem mj. bylo, že 86 % obyvatel Ruska schvalovalo vraždění lidí v Doněcku a ještě se mnozí Rusové těmto obětem posmívali. V květnu 2015 ve Varšavě na besedě o své nové knize „Время second-hand. Конец красного человека“ spisovatelka vyslovila názor, že úpadek myšlení a občanských postojů obyvatel Ruska je výsledkem 70 let vymývání mozků, po nichž následovalo dalších 20 let okrádání a ožebračování.

### Vystoupení z ruského PEN klubu
Na počátku roku 2017 Světlana Alexijevičová vystoupila z ruské pobočky mezinárodního PEN klubu. Příčinou bylo, že koncem roku 2016 byl z ruského PEN klubu vyloučen novinář Sergej Parchomenko kvůli tomu, že požádal Vladimira Putina, aby udělil milost ukrajinskému režisérovi Olehu Sencovovi, který byl v Rusku odsouzen na 20 let nepodmíněně za tzv. „extremismus“. Žádost o milost pro Sencova, adresovanou ruskému prezidentovi, následně podpořilo dalších cca 60 ruských spisovatelů a publicistů. Vedení PEN klubu vyloučení publicisty Parchomenka odůvodnilo jeho „provokační činností, neslučitelnou s úkoly a cíli organizace“. Rozpory mezi vedením PEN klubu a některými jeho členy trvaly prakticky již od vypuknutí konfliktu na Ukrajině a okupace Krymu na začátku roku 2014. Po vyloučení Sergeje Parchomenka z PEN klubu vzápětí vystoupili spisovatelé Lev Rubinštejn, Boris Akunin, Alexandr Iličevskij a poté i Světlana Alexijevičová.

### Rozhlasové zpracování
- Doba z druhé ruky: konec rudého člověka, Český rozhlas, 2016, čte: Apolena Veldová, přeložila a připravila: Pavla Bošková, režie: Aleš Vrzák.[17]

### Divadelní zpracování
- Konec rudého člověka, Divadlo v Dlouhé, premiéra 2022, adaptace: Daniel Majling, režie: Michal Vajdička.[18]